# نطاق ما قبل القاع
نطاق ما قبل القاع (بالإنجليزية: Demersal zone)‏، هي جزء من البحر أو المحيط (أو البحيرة العميقة) تتألف من جزء من عمود الماء القريب من القاعيات وقاع البحر. تقع منطقة ما قبل القاع فوق نطاق القاع مباشرة وتشكل طبقة من المنطقة الأوسع.
كونها تقع فوق قاع المحيط مباشرة، تكون منطقة ما قبل القاع متغيرة في العمق ويمكن أن تكون جزءًا من المنطقة الضوئية حيث يمكن للضوء أن يخترق وأن تنمو الكائنات الحية الضوئية فيه، التي تبدأ بين أعماق 200 و 1000 متر تقريبًا (700 و 3,300 ft) وتمتد إلى أعماق المحيط، حيث لا يوجد ضوء.

## الأسماك
إن التمييز بين الأسماك القاعية والأسماك السطحية ليس واضحاً دائماً. إذا على سبيل المثال فإن سمك القد الأطلسي (Gadus morhua) هي سمكة قاعية، ولكن يمكن العثور عليها أيضًا في عمود المياه المفتوح، وسمكة الرنكة الأطلسية (Clupea harengus) هي في الغالب نوعًا من أعماق البحار ولكنها تشكل تجمعات كبيرة بالقرب من قاع البحر.
هناك نوعان من الأسماك التي تعيش في منطقة القاع، تلك التي تعتبر أثقل من الماء وتفضل العيش في قاع البحر، وتلك التي لديها آلية طفو وتبقى فوق الطبقة التحتية. في العديد من أنواع الأسماك، يتم الحفاظ على آلية الطفو بواسطة مثانة السباحة المليئة بالغاز والتي يمكن توسيعها حسب الظروف المطلوبة. ومن عيوب هذه الآلية أنه يجب إجراء التغيرات باستمرار لأن ضغط الماء يتغير عندما تسبح الأسماك لأعلى ولأسفل في عمود الماء. أما معونة الطفو البديلة فهي استخدام الدهون، التي تكون أقل كثافة من الماء - السكوالين، الذي يوجد عادة في أكباد سمك القرش.